# Stjärnan (tarotkort)

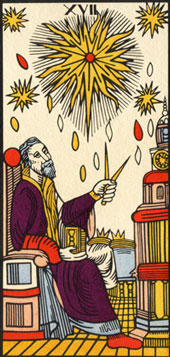
En äldre version av stjärnankortet med en astronom och stjärnan centralt i mitten.

Stjärnan är ett av de 78 korten i en tarotkortlek och är ett av de 22 stora arkanakorten. Kortet ses generellt som nummer 17. Rättvänt symboliserar kortet hopp, inspiration, positivitet, tro, förnyelse och läkning. Omvänt symboliserar kortet hopplöshet, brist på tro, negativitet och förtvivlan. Kortet föreställer generellt en kvinna som står på knä vid en damm och som håller två kärl med vatten varav den ena hälls ut på marken. Liksom kortet måttfullheten har kvinnan ena foten i vattnet och andra på torra land. Bakom kvinnan är en stor stjärna med sju mindre stjärnor runt den. Vissa variationer av kortet har haft en man och en kvinna som pekar på stjärnan, andra har haft astronomer, de vise männen eller en kvinna som håller upp en stjärna. Men stjärnan har varit central i alla dessa variationer. 